# Corder de viola

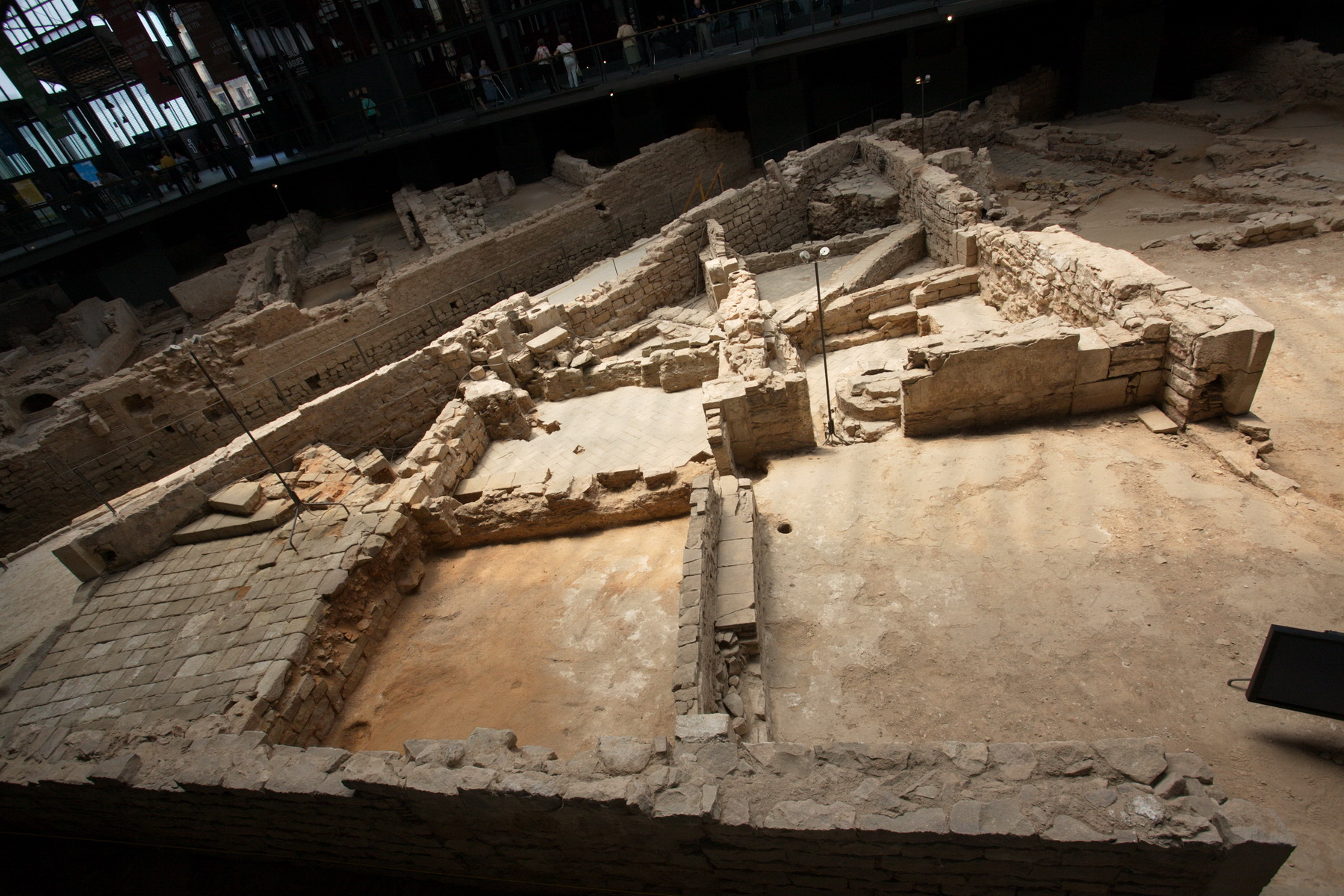
Carrers de Corders de Viola i Ventres, al Jaciment del Born

Un corder de viola és un menestral que fabrica cordes amb budells d'animals, especialment de moltó (el mascle de l'ovella). Adquirien els budells en els escorxadors i els netejaven en tallers comuns, vora els recs, on hi havia els obradors. Els gremis de corders de viola o corders de corda de viola practicaven un monopoli absolut per tal de controlar l'abastament de primera matèria.

## Història
D'acord amb la gran influència en el desenvolupament d'alguns instruments dels territoris de parla catalana (viola d'arc, viola de mà, guitarra…), la fabricació de cordes musicals assolí un gran nivell en la baixa edat mitjana i el Renaixement en aquelles terres. Hi ha documentació i algunes referències al respecte (des de l'any 1324, reglamentant la qualitat de les cordes fabricades). Les cordes catalanes eren exportades i apreciades arreu.
Els documents més antics que parlen d'aquest gremi a Barcelona daten del 1541, formaven confraria al segle xvii, amb ordinacions del 1649.
Així i tot, no consta a l'època un gremi específic de guitarrers: els constructors d'instruments de corda catalans, com en altres llocs, estaven inscrits al gremi de fusters. La Confraria de Sant Joan i Sant Josep de Mestres Fusters va ser fundada a finals del segle xiv, essent signats els estatuts pel rei Joan I el dia 15 de desembre de 1393. Era aquest gremi qui controlava l'entrada de materials i, per tant, decidia quines partides de fusta eren de qualitat per a ser venudes als mestres constructors. No solia ser permès comprar o vendre fusta de manera particular i es multava a qui ho fes.
Els gremis a Barcelona estaven molt especialitzats: un guitarrer podia fer una guitarra però no en podia fer l'estoig, que era feina del gremi de capsers, ni tampoc les cordes, que eren competència del gremi de corders.
El 3 de desembre de 1585 el gremi de constructors d'instruments de corda sol·licitava tornar a formar part del gremi de fusters, dient "los violes sien tornats a la present confraria", donant a entendre que segurament ja hi havien format part abans. Unes noves ordinacions, del 1784, foren suprimides el 1789 pel seu caràcter monopolístic.
A Barcelona existia el carrer dels Corders de Viola, donada l'alta concentració de fabricants de cordes de guitarres i violes. El material que usaven, tot de budells d'animal, creava una forta pudor, que es treballava a la Casa dels Budells, un espai comunitari, d'ús gremial, situat proper al pla d'en Llull. Que hi hagués tal concentració de corders es deu al fet que en aquella època la guitarra era un instrument assequible i gairebé tothom en podia tenir una a casa.

Imatges d'una guitarra del segle XVII
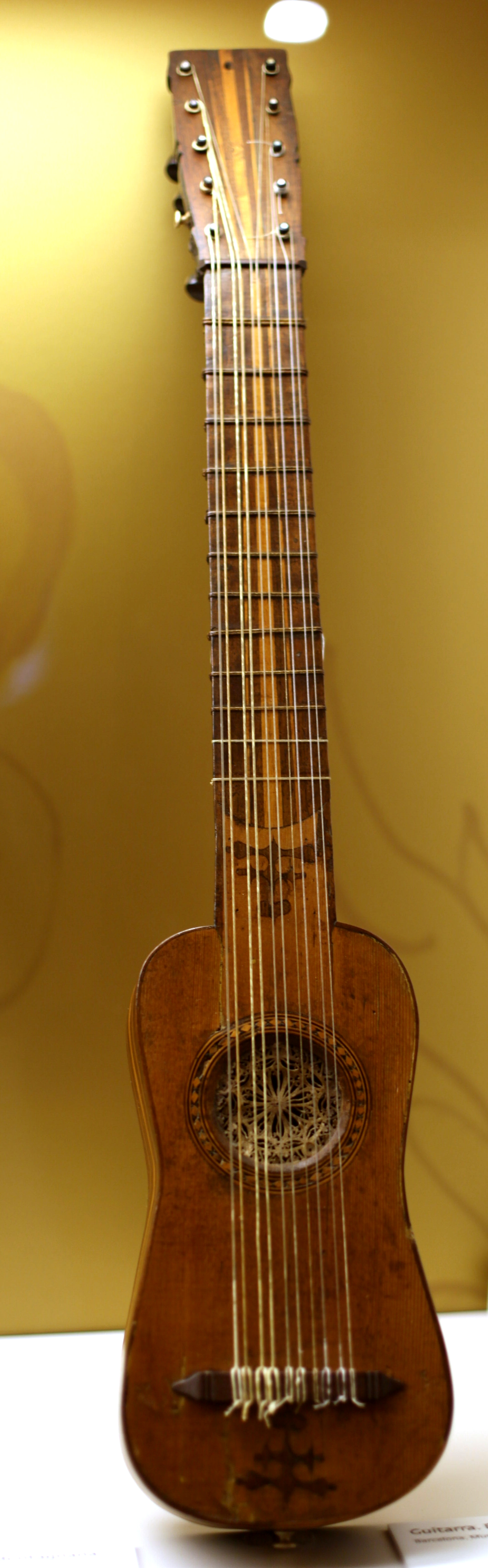
Guitarra del segle xvii, al Museu de la Música de Barcelona
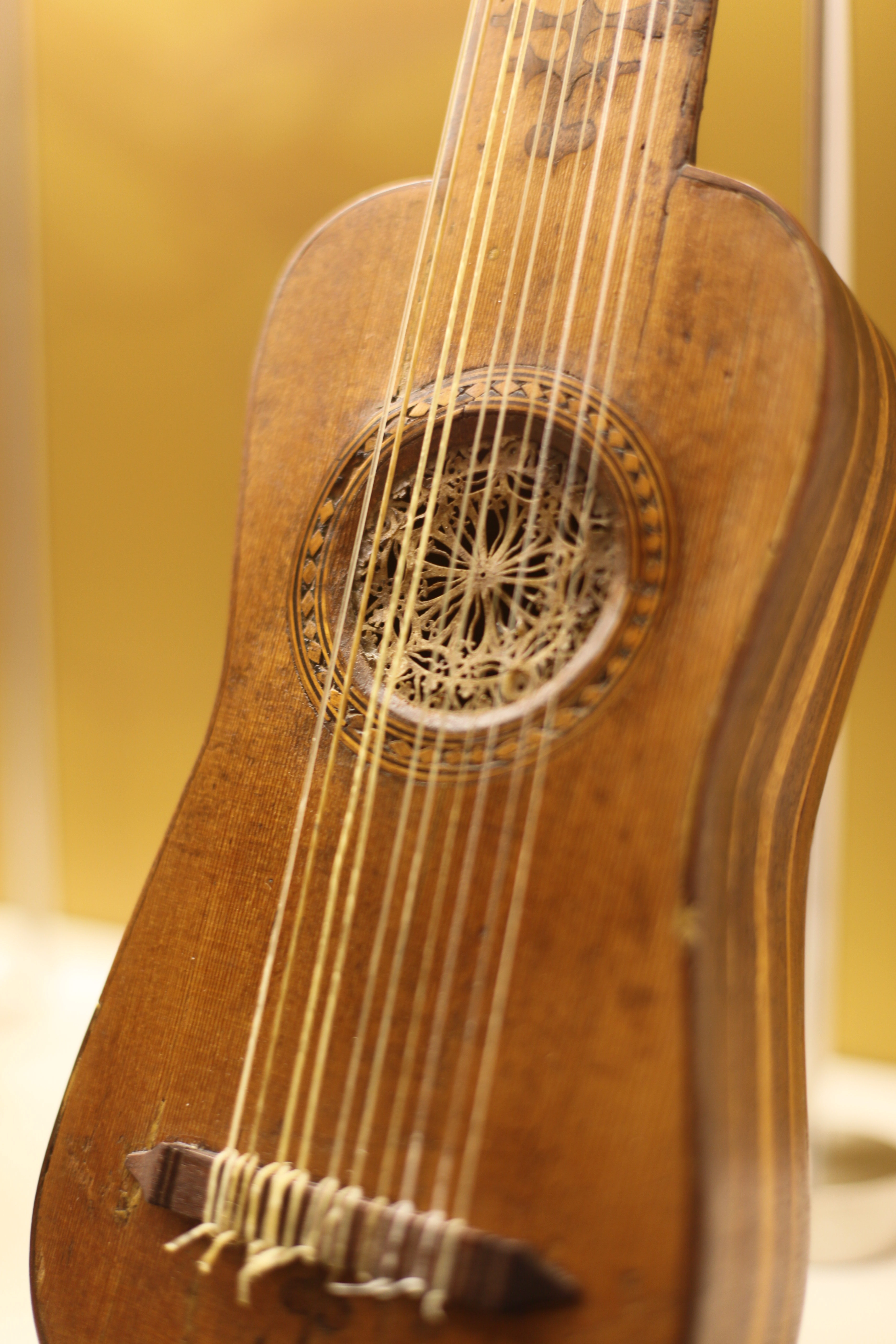
Cos de la guitarra, al Museu de la Música de Barcelona
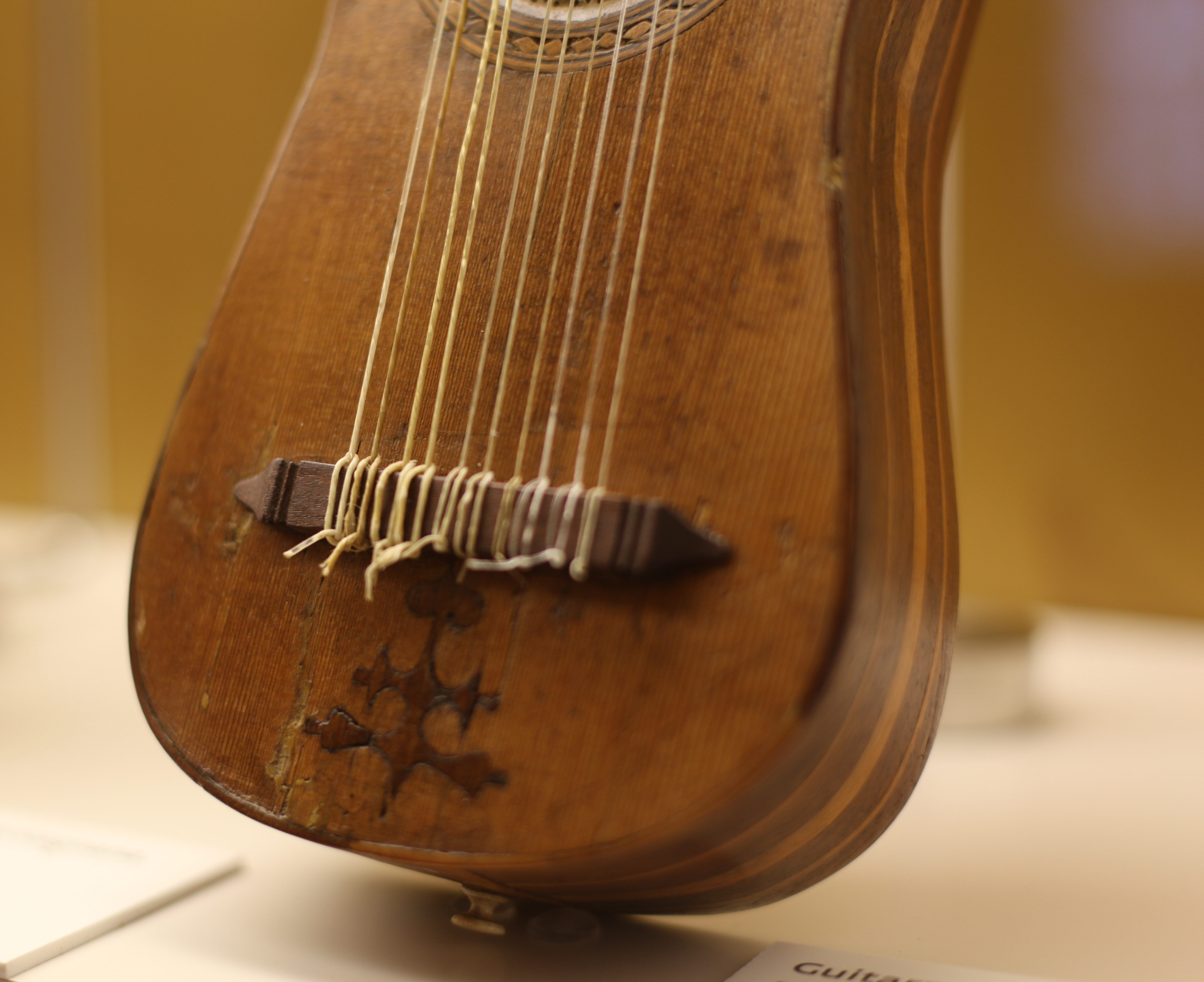
Detall de les cordes, Museu de la Música de Barcelona